# Regno cliente (storia romana)

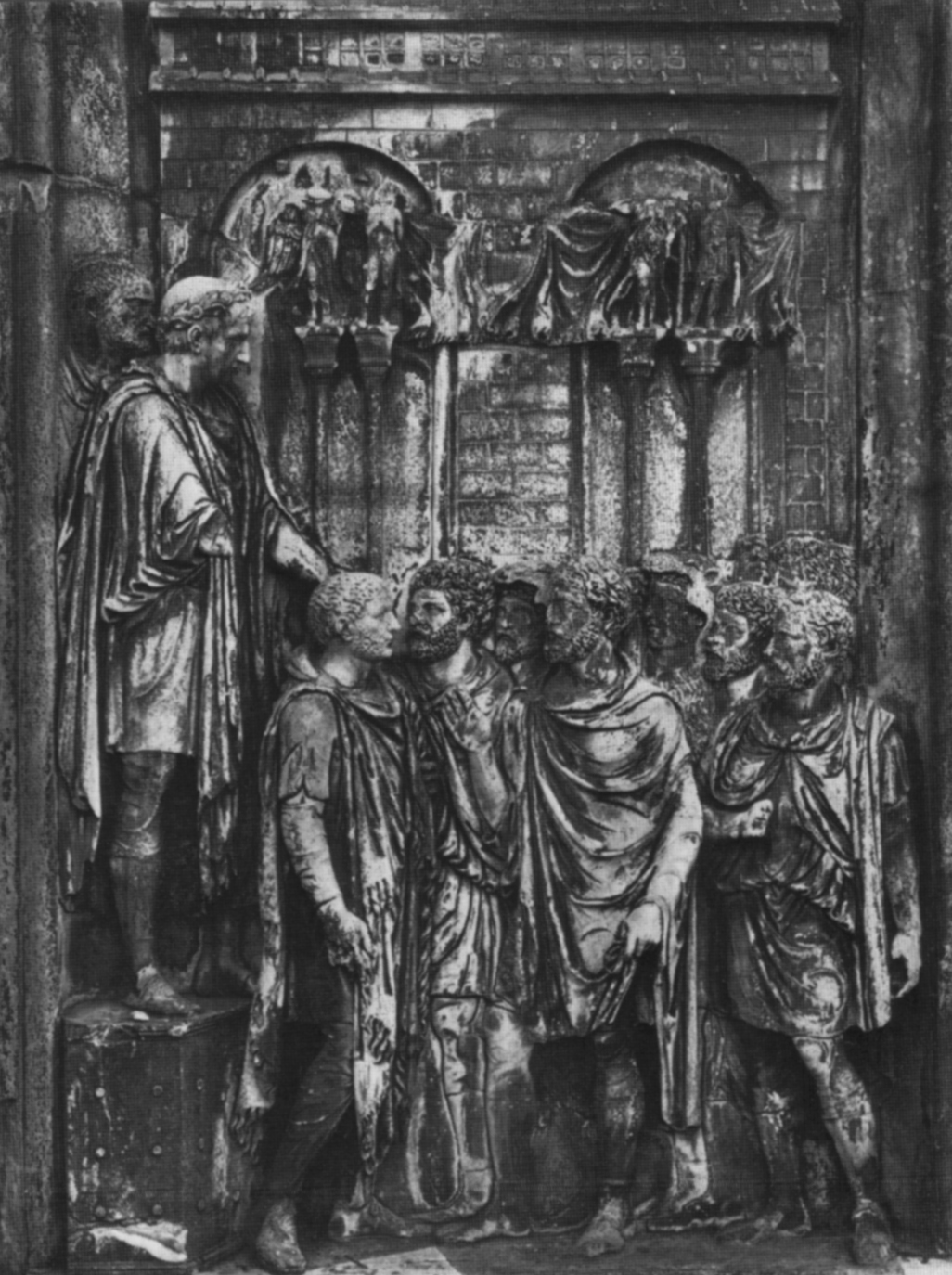
L'imperatore romano, Costantino I-Marco Aurelio, nomina re di uno stato "cliente" ed alleato di Roma un barbaro a lui fedele (tra i Quadi), forse quel Furzio menzionato da Cassio Dione Cocceiano durante le guerre marcomanniche (arco di Costantino).

Per regno o popolo cliente in epoca romana si intendeva un regno o un antico popolo che si trovasse nella condizione di "apparire" ancora indipendente, ma nella "sfera di influenza" e quindi di dipendenza del vicino Impero romano. Si trattava di una forma di moderno protettorato, dove il regno o il territorio in questione era controllato (protetto) da uno più forte (protettore).

## Ruolo politico/militare
I Romani intuirono che il compito di governare e di civilizzare un gran numero di genti contemporaneamente era pressoché impossibile, e che sarebbe risultato più semplice un piano di annessione graduale, lasciando l'organizzazione provvisoria affidata a principi nati e cresciuti nel paese d'origine. Nacque quindi la figura dei re clienti, la cui funzione era quella di promuovere lo sviluppo politico ed economico dei loro regni, favorendone la civilizzazione e l'economia. Così, quando i regni raggiungevano un livello di sviluppo accettabile, essi potevano essere incorporati come nuove province o parti di esse. Le condizioni di stato vassallo-cliente erano, dunque, di natura transitoria.
Un "re cliente", riconosciuto dal Senato romano come amicus populi Romani, di solito non era altro che uno strumento del controllo nelle mani della Repubblica, prima e dell'Impero romano, poi. Ciò non riguardava solo la politica estera e difensiva, dove al re cliente era affidato il compito di assumersi l'onere di garantire lungo i propri confini la sicurezza contro infiltrazioni e pericoli "a bassa intensità", ma anche le questioni interne dinastiche, nell'ambito del sistema di sicurezza imperiale. Talvolta si verificarono così gravi disordini in alcuni "Regni clienti" da minacciare gli stessi confini delle province adiacenti, tanto che fu necessario intervenire direttamente con le armate romane: come ad esempio durante la rivolta di Tacfarinas in Africa, dove fu necessario inviare una seconda legione, la IX Hispana.
Ma i Regni o i popoli clienti, poco potevano fare contro i pericoli "ad alta intensità" (come sostiene Edward Luttwak), come le invasioni su scala provinciale. Potevano dare il loro contributo, rallentando l'avanzata nemica con le proprie e limitate forze, almeno fino al sopraggiungere dell'alleato romano: in altre parole potevano garantire una certa "profondità geografica", ma nulla di più. È evidente che i danni provocati dagli invasori, prima di essere respinti, potevano essere ingenti, prima dell'intervento diretto romano. Per questi motivi, al fine di ridurre tali rischi al minimo indispensabile, in alcuni casi si ritenne più opportuno "inglobare" questi Regni, costruendo lungo i loro confini un sistema di difesa lineare, presidiato da numerose postazioni militari romane ed in grado di respingere "da subito" le invasioni nemiche esterne.

## Storia

### Epoca repubblicana

#### Seconda metà del III secolo a.C.

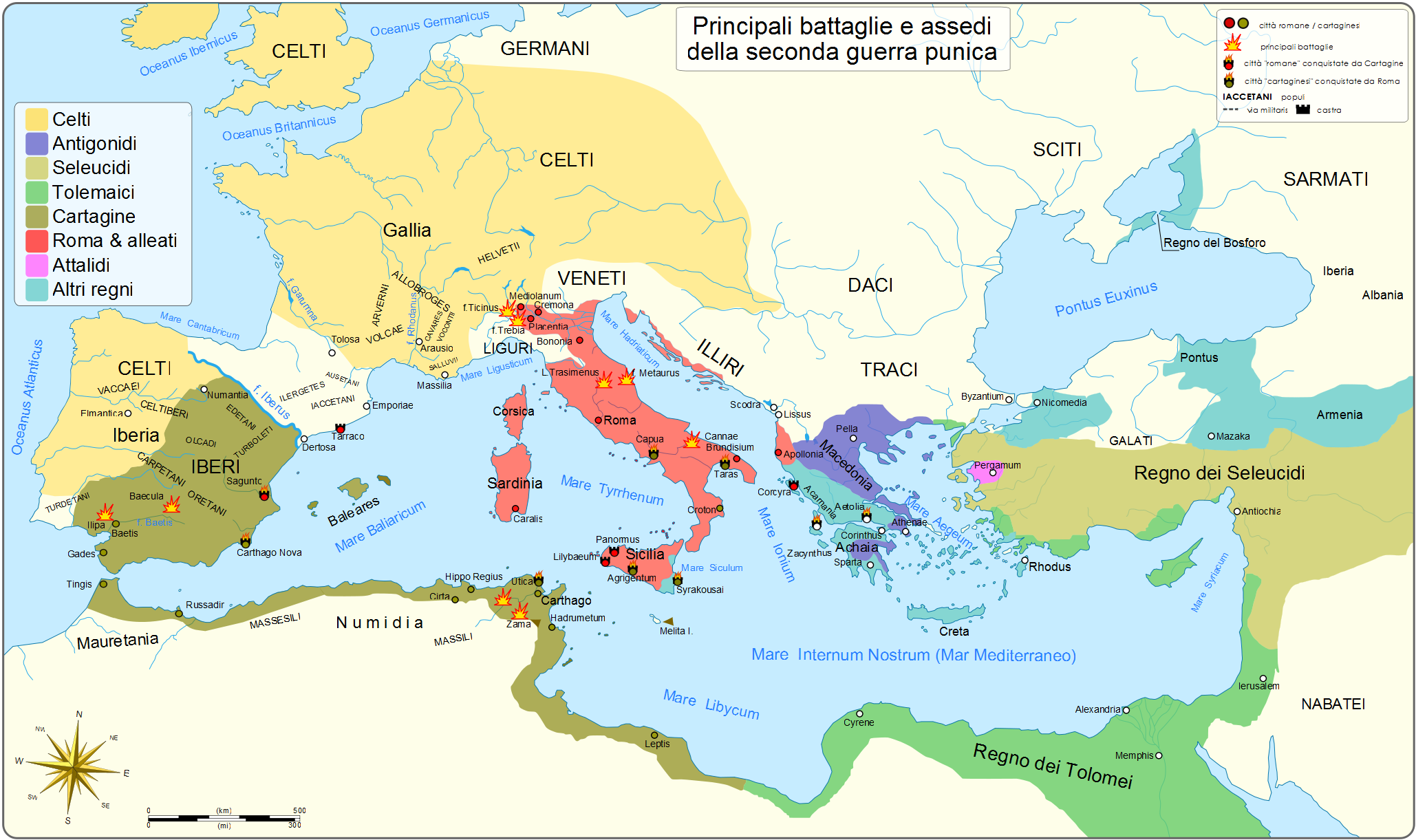
Il trattato dell'Ebro e le principali battaglie della seconda guerra punica

Il conflitto continuo che aveva visto Massilia ed i Cartaginesi contendersi i migliori mercati del Mediterraneo occidentale a partire dal VI secolo a.C., misero la colonia greca nella condizione di chiedere aiuto a Roma (venire in fidem), attorno al 236 a.C., un decennio prima del trattato dell'Ebro, stipulato tra Roma e Cartagine. Si tratterebbe del primo esempio di "popolus cliens" dei Romani, al di fuori del Italia romana.
Pochi anni più tardi (nel 230 a.C.), alcune colonie greche del mare Adriatico orientale (da Apollonia, a Corcyra, Epidamnus e Issa), venendo attaccate dai pirati Illiri della regina Teuta, decisero anch'essi di venire in fidem di Roma, chiedendone l'intervento militare diretto. Il Senato, dopo aver appreso che uno degli ambasciatori inviati a trattare con la regina degli Illiri, era stato ucciso in circostanze poco chiare (un certo Lucio Cornucanio), votò a favore della guerra (nel 229 a.C.). Gli scontri durarono poco, poiché già nel 228 a.C. la regina Teuta fu costretta a firmare la pace e ad abbandonare l'attuale Albania, mentre Roma diventava a tutti gli effetti lo stato protettrice delle città di Apollonia, a Corcyra, Epidamnus e Issa, oltre ad Oricus, Dimale e del re "cliente" Demetrio di Faro. Vi è da aggiungere che la successiva ambasceria romana di Postumio ad Etoli, Achei e Corinto, permise a Roma di prender parte ai giochi Istmici del 228 a.C., aprendo così le porte della civiltà ellenica ai Romani.
Durante la seconda guerra punica, nell'estate del 210 a.C., il re di Numidia Siface inviò dei suoi ambasciatori a Roma per comunicare l'esito favorevole delle battaglie che il re aveva combattuto contro i Cartaginesi. Essi assicuravano al Senato riunito che il loro re era totalmente avverso nei confronti di Cartagine, mentre a Roma riconosceva la sua amicizia. Ricordavano che in passato Siface aveva mandato ambasciatori in Spagna ai generali romani Gneo e Publio Cornelio, e che ora più che mai desiderasse ottenere l'amicizia del popolo romano rivolgendosi al Senato stesso. Il Senato non solo accettò la richiesta del re numida, ma inviò allo stesso come ambasciatori Lucio Genucio, Publio Petelio e Publio Popilio affinché gli portassero dei doni, tra cui una toga e una tunica purpurea, una sedia curule d'avorio e una coppa d'oro di cinque libbre. Gli ambasciatori del senato ebbero anche l'ordine di recarsi, subito dopo, dagli altri re africani, portando loro in dono, toghe preteste e coppe d'oro del peso di tre libbre ciascuna. Marco Atilio Regolo e Manio Acilio furono inviati come ambasciatori, sempre nel 210 a.C., ad Alessandria d'Egitto, ai regnanti Tolomeo IV e Cleopatra, per rinnovare l'amicizia col popolo romano. Anche a loro furono portati dei doni: al re una toga, una tunica di porpora e una sedia curule eburnea; alla regina una ricca veste ricamata insieme ad un mantello di porpora.

#### II secolo a.C.
Sappiamo che il regno di Pergamo entrò nella sfera romana dei suoi stati alleati, soprattutto in seguito alla pace di Apamea del 188 a.C., in seguita alla quale ottenne numerosi possedimenti ed ampliamenti territoriali. La sua crescente dipendenza da Roma sfociò, in seguito alla morte del suo sovrano, Attalo III (avvenuta nel 133 a.C.), nell'essere donato in eredità alla Repubblica romana e di conseguenza nella trasformazione dei suoi territori in provincia romana.
Al termine della terza guerra macedonica, con la vittoria romana di Pidna, il regno di Macedonia fu diviso in quattro distretti (nel 167 a.C.), risultando a tutti gli effetti un protettorato romano, che un ventennio più tardi fu trasformato in provincia romana di Macedonia (nel 146 a.C.).
Pochi anni più tardi, questa volta in Occidente, quando il popolo alleato e "cliente" dei Romani, i Taurisci, chiesero aiuto contro un'invasione germanica di Cimbri e Teutoni, popolazioni nomade originaria dello Jutland e della Scania, i Romani, sotto il comando del console Gneo Papirio Carbone, non furono però in grado di fermare l'avanzata nemica, risultando sconfitti presso Noreia (nel 113 a.C.). I Germani continuarono a terrorizzare Roma per un altro decennio, fino a quando Gaio Mario non li sconfisse definitivamente ad Aquae Sextiae (nel 102 a.C.) e ai Campi Raudii (nel 101 a.C.).

#### Primo quarto del I secolo a.C.
Nel 96 a.C. Tolomeo Apione appartenente alla dinastia tolemaica, fu l'ultimo sovrano ellenico della Cirenaica, alleata da tempo dei Romani. Alla propria morte decise di lasciare il suo regno in eredità a Roma. I nuovi territori furono però organizzati in provincia solo nel 74 a.C. con l'arrivo del primo legato di rango pretorio (legatus pro praetore), affiancato da un questore (quaestor pro praetore). Si componeva di cinque città, tutte di origine greca, costituenti la cosiddetta Pentapoli cirenaica, vale a dire: la capitale Cirene con il suo porto di Apollonia (oggi Marsa Susa), Teuchira-Arsinoe, Euesperide-Berenice (Bengasi) e Barce-Tolemaide (Al Marj).

#### Al tempo di Pompeo e Cesare (70 - 44 a.C.)

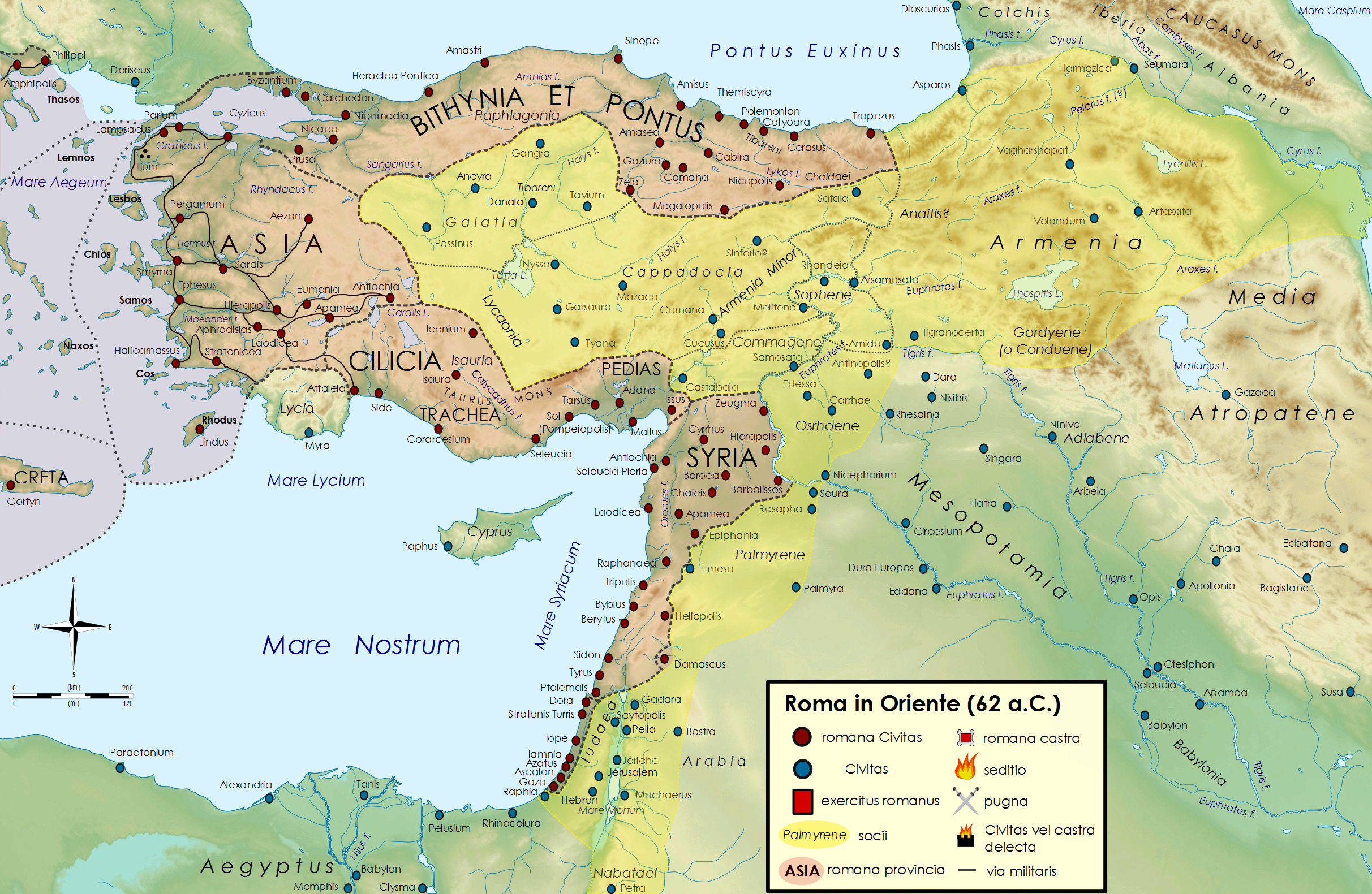
I domini romani orientali (in rosa) ed i regni clienti (in giallo), alleati di Roma nel 63 a.C., al termine delle guerre mitridatiche di Gneo Pompeo Magno.

Durante il periodo del suo massimo splendore, dal 95 a.C. al 66 a.C. il regno d'Armenia aveva il controllo di alcune zone del Caucaso, della odierna Turchia orientale, del Libano e della Siria. Essa finì sotto la sfera d'influenza dei Romani nel 66 a.C., con le campagne di Lucullo e Pompeo. A causa di ciò, il regno d'Armenia fu teatro della contesa tra Roma e l'Impero Partico. I Parti costrinsero il regno d'Armenia alla sottomissione dal 47 a.C. al 37 a.C., quando Roma perse il controllo del regno solo per breve tempo.
Nel 63 a.C. con la fine della terza guerra mitridatica, Gneo Pompeo Magno riorganizzò l'intero Oriente romano e le alleanze che vi gravitavano attorno. A Tigrane II lasciò l'Armenia; a Farnace il Bosforo; ad Ariobarzane la Cappadocia ed alcuni territori limitrofi; ad Antioco di Commagene aggiunse Seleucia e parti della Mesopotamia che aveva conquistato; a Deiotaro, tetrarca della Galazia, aggiunse i territori dell'Armenia Minore, confinanti con la Cappadocia; fece di Attalo il principe di Paflagonia e di Aristarco quello della Colchide; nominò Archelao sacerdote della dea venerata a Comana; ed infine fece di Castore di Phanagoria, un fedele alleato e amico del popolo romano.
Il Regno dei Nabatei dell'Arabia Petrea nel 62 a.C. fu costretto a chiedere la pace a Marco Emilio Scauro, il quale per togliere l'assedio alla capitale, Petra, accettò un versamento di 300 talenti. Ottenuta la pace, il re nabateo Aretas conservò per intero i suoi domini, inclusa Damasco, ma divenne vassallo di Roma.
Sul fronte occidentale, nel corso del 58 a.C., il popolo gallico degli Edui (amicus populi romani) aveva inviato ambasciatori a Roma per chiedere aiuto contro lo scomodo vicino germanico. Il Senato decise di intervenire e convinse Ariovisto a sospendere le sue conquiste in Gallia; in cambio gli offrì, su proposta dello stesso Cesare (che era console nel 59 a.C.), il titolo di rex atque amicus populi Romani ("re ed amico del popolo romano"). Ariovisto, però, continuò a molestare i vicini Galli con crescente crudeltà e superbia, tanto da indurli a chiedere un aiuto militare allo stesso Cesare, il quale era l'unico che poteva impedire ad Ariovisto di far attraversare il Reno da una massa ancor maggiore di Germani, e soprattutto poteva difendere tutta la Gallia dalla prepotenza del re germanico.
Cesare riteneva che sarebbe stato pericoloso, in futuro, continuare a permettere ai Germani di passare il Reno ed entrare in Gallia in gran numero. Temeva che, una volta occupata tutta la Gallia, i Germani avrebbero potuto invadere la provincia Narbonese e poi l'Italia stessa, come in passato era avvenuto con l'invasione di Cimbri e Teutoni. Per questi motivi dopo un iniziale periodo di trattative, fu costretto ad affrontarlo in battaglia ed a batterlo, cacciandolo definitivamente dai territori della Gallia. Questo non fu il solo episodio di "clientelismo" in Gallia al tempo della sua conquista (58-50 a.C.).
Sappiamo, infatti, che gli inizi del sistema "clientelare" romano in Britannia si ebbero sempre con Cesare, il quale, una volta sbarcato per la prima volta nell'isola nel 55 a.C., rimise sul trono dei Trinovanti, Mandubracio, dopo che era stato spodestato da Cassivellauno. Questo gesto valse al proconsole l'aiuto nel corso della seconda invasione cesariana dell'isola l'anno successivo (54 a.C.). Questo sistema fu sviluppato nei cento anni successivi, a partire dallo stesso Augusto, ma soprattutto in seguito alla conquista romana della Britannia, voluta nel 43 d.C. dall'imperatore Claudio.

#### Al tempo di Antonio e Ottaviano (44-31 a.C.)
| Antonio e Cleopatra: denario                                         | Antonio e Cleopatra: denario                                                |
| -------------------------------------------------------------------- | --------------------------------------------------------------------------- |
|                                                                      |                                                                             |
| CLEOPATRAE REGINAE REGVM FILIORVM REGVM, testa con diadema a destra. | ANTONI ARMENIA DEVICTA, testa verso destra e sullo sfondo una tiara armena. |
| 21 mm, 3.45 g, coniato nel 32 a.C.                                   |                                                                             |

Le campagne di Marco Antonio in Partia furono infatti fallimentari. Non solo non era stato vendicato l'onore di Roma in seguito alla sconfitta subita dal console Marco Licinio Crasso a Carre del 53 a.C., ma le armate romane erano state battute nuovamente in territorio nemico e la stessa Armenia era entrata nella sfera di influenza romana solo per poco tempo.
Ciò che rimaneva era tutta una serie di regni clienti fedeli a Roma, tra i quali quello di Archelao di Cappadocia (fin dal 36 a.C.), il quale, una volta nominato re di Cappadocia dallo stesso Marco Antonio, onde rimpiazzare Ariarate X di Cappadocia, l'ultimo rappresentante della famiglia reale, a testimonianza della sua riconoscenza, fornì truppe ad Antonio per le sue spedizioni contro i Parti.
Nel 38 a.C. il popolo degli Ubi, alleato dei Romani fin dai tempi della conquista della Gallia di Gaio Giulio Cesare, fu in questo caso trasferito da Marco Vipsanio Agrippa in territorio romano e inglobato all'interno delle province galliche. Si voleva proteggerlo dalle vicine popolazioni germaniche d'oltre Reno, a esso ostili, in quanto amicus populi romani, di Usipeti e Tencteri.

### Alto Impero romano

#### Augusto (30 a.C. - 14 d.C.)
(Svetonio, Augustus, 60.)

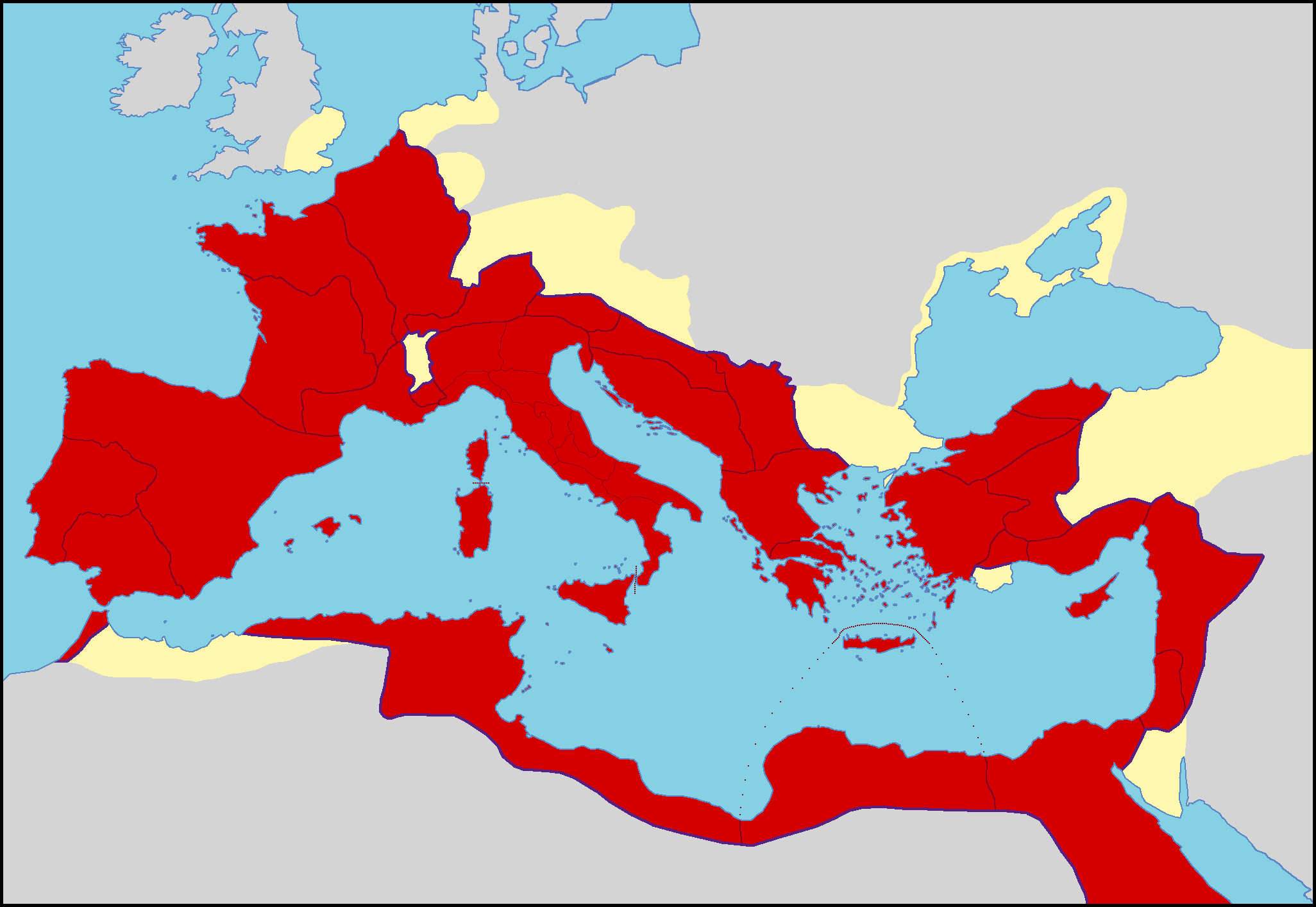
Nella presente carta, che definisce la situazione imperiale alla morte di Augusto (14), sono indicati i regni "clienti" (in giallo), al di fuori dei confini imperiali, mentre in rosso i territori sotto la sovranità imperiale. Tra i numerosi regni clientes quello orientale di Cappadocia, il regno di Mauretania, fino a quelli lungo i confini europei di Tracia e Norico settentrionale, o addirittura d'oltre Danubio, di Maroboduo (Quadi e Marcomanni).

L'Imperatore romano Augusto continuò sulla strada che avevano tracciato i suoi predecessori repubblicani lasciando sotto il comando di alcuni re clienti determinate regioni che, non erano ritenute ancora pronte per l'annessione in qualità di province. I Romani, già in passato, si erano resi conto che il compito di governare direttamente e di civilizzare alcune popolazioni sarebbe risultato assai difficile, e di sicuro più semplice se affidato a principi locali. Augusto, infatti, dopo essersi impadronito per diritto di guerra (belli iure) di numerosi regni, quasi sempre li restituì agli stessi governanti a cui li aveva sottratti oppure li assegnò a principi stranieri. Riuscì anche ad unire all'Impero i re alleati attraverso legami di parentela. Si preoccupò di questi regni come se fossero parte del sistema provinciale imperiale, giungendo ad assegnare a principi troppo giovani o inesperti un consigliere, in attesa che crescessero e maturassero; allevando ed educando i figli di molti re, affinché molti di loro tornassero nei loro territori a governare come alleati del popolo romano.
La funzione dei re clienti doveva essere quella di promuovere un continuo scambio di interessi tra l'Impero ed il loro popolo, sia in termini politico-militari (anche fornendo armati durante le campagne militari dell'alleato romano), sia in termini economici con scambi sempre più frequenti ed uno sviluppo culturale crescente. Quando questo sviluppo fosse giunto ad un livello soddisfacente, i loro regni erano pronti per essere annessi, come province o parti di esse.
Tale disegno politico fu applicato in Occidente alle Alpi Cozie (affidate a Cozio, principe indigeno, ed al di lui figlio, Cozio II, fino al 63 quando entrarono a far parte dell'Impero romano) al regno di Maroboduo dei Quadi e Marcomanni (fin dal 6), del Norico, di Tracia (dove si resero indispensabili continui interventi romani per salvare la debole dinastia degli Odrisi) e Mauretania (affidato dai Romani al re, Giuba II, ed a sua moglie, Cleopatra Selene II); in Oriente al Regno d'Armenia, di Giudea (rimasta indipendente fino al 6), Cappadocia e del Bosforo Cimmerio. A questi re clienti fu lasciata piena libertà nell'amministrazione interna, e probabilmente furono tenuti a pagare tributi regolari, oppure dovevano provvedere a fornire truppe alleate al bisogno (cosa che veniva imposta ai clienti barbari, come nel caso dei Batavi), oltre a concordare preventivamente la loro politica estera con l'imperatore.
Analizzando nel dettaglio la politica orientale augustea scopriamo che ad occidente dell'Eufrate, Augusto tentò di riorganizzare l'Oriente romano, aumentando direttamente i territori amministrati da Roma. Egli infatti inglobò alcuni stati vassalli, trasformandoli in province, come la Galazia di Aminta nel 25 a.C., o la Giudea di Erode Archelao nel 6 (dopo che vi erano stati dei primi disordini nel 4 a.C. alla morte di Erode il Grande); rafforzò vecchie alleanze con i discendenti di Erode, con re locali, divenuti "re clienti di Roma", come accadde ad Archelao, re di Cappadocia, ad Asandro re del Bosforo Cimmerio, e a Polemone I re del Ponto, oltre ai sovrani di Emesa, Iturea, Commagene, Cilicia, Calcide, Nabatea, Iberia, Colchide e Albania.
| Augusto: denario                                                                                 | Augusto: denario                                                      |
| ------------------------------------------------------------------------------------------------ | --------------------------------------------------------------------- |
|                                                                                                  |                                                                       |
| AUGUSTUS, testa di Augusto verso destra;                                                         | ARMENIA CAPTA, un copricapo armeno, un arco e una faretra con frecce. |
| Argento, 3,77 g; coniato nel 19-18 a.C., dopo che l'Armenia tornò nell'area di influenza romana. |                                                                       |

Al contrario, ad oriente dell'Eufrate, Augusto ebbe come obbiettivo quello di ottenere la maggiore ingerenza politica senza intervenire con dispendiose azioni militari. Il punto cruciale era costituito dal regno d'Armenia che, a causa della sua posizione geografica, era da un cinquantennio oggetto di contesa fra Roma e la Partia. Egli mirò a farne uno "stato-cuscinetto-cliente" romano, con l'insediamento di un re gradito a Roma, e se necessario imposto con la forza delle armi.
In questo caso, nell'inverno del 21-20 a.C., Augusto ordinò al ventunenne Tiberio di muovere in Oriente, verso l'Armenia. Essa era, infatti, una regione di fondamentale importanza per l'equilibrio politico di tutta l'area orientale: svolgeva un ruolo di cuscinetto tra l'impero romano ad ovest e quello dei Parti ad est, ed entrambi volevano farne un proprio stato vassallo, che assicurasse la protezione dei confini dai nemici.
I Parti, spaventati dall'avanzata delle legioni romane, scesero a compromessi e sottoscrissero una pace con lo stesso Augusto, giunto intanto in Oriente da Samo, restituendo le insegne e i prigionieri di cui si erano impossessati dopo la vittoria su Marco Licinio Crasso nella battaglia di Carre del 53 a.C. Al suo arrivo, dunque, Tiberio non dovette far altro che incoronare Tigrane, che prese il nome di Tigrane III, come re cliente, in una cerimonia pacifica e solenne, tenutasi davanti agli occhi delle legioni romane, mentre Augusto fu proclamato imperator per la nona volta e annunciò in senato il vassallaggio dell'Armenia senza tuttavia decretarne l'annessione tanto che scrisse nelle sue Res gestae divi Augusti:
(Augusto, Res gestae divi Augusti, 27.)

#### Tiberio (14-37)

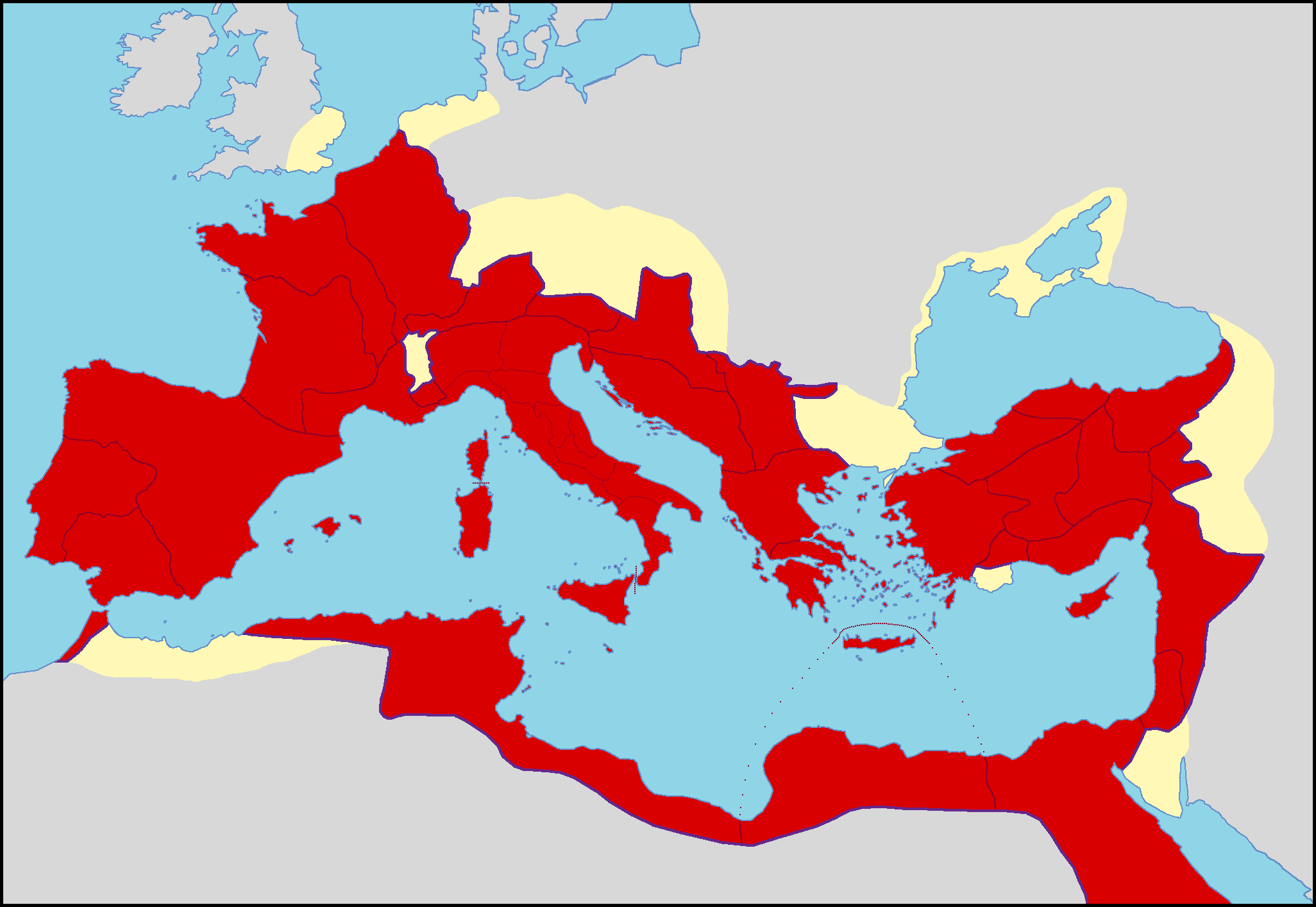
Regni "clienti" alla morte di Tiberio (nel 37), dove al di fuori dei confini imperiali (in rosso), sono indicati quelli "vassalli" di Roma (in giallino). Si trattava ad esempio del regno di Mauretania, di Tracia e Norico, d'oltre Danubio di Maroboduo (Quadi e Marcomanni).

In Occidente, al termine di tre anni di campagne militari in Germania Magna (dal 14 al 16), Germanico era riuscito ad ottenere l'alleanza di numerose popolazioni germaniche a nord del Danubio ed a est del Reno, divenute ora "clienti" (come ad es.gli Angrivari), dopo la campagna del 16, o i Batavi, Frisi e Cauci lungo la costa del mare del Nord, almeno fino all'epoca di Claudio). Tiberio decise, infine, di sospendere ogni attività militare oltre il Reno, lasciando che fossero le stesse popolazioni germaniche a sbrigarsela, combattendosi tra loro. Egli strinse solo alleanze con alcuni popoli contro altri (es. i Quadi e Marcomanni di Maroboduo, contro i Cherusci di Arminio); i sarmati Iazigi (a cui diede il permesso di frapporsi nella piana del Tisza, tra i confini della nuova provincia di Pannonia ed i temibili Daci, attorno al 20), in modo da mantenerli sempre in guerra tra di loro; evitando di dover intervenire direttamente, con grande rischio di incorrere in nuovi disastri come quello di Varo; ma soprattutto senza dover impiegare ingenti risorse militari ed economiche, per mantenere la pace entro i "possibili e nuovi" confini imperiali.
In Oriente, invece, la situazione politica, dopo un periodo di relativa tranquillità successivo agli accordi tra Augusto e i sovrani partici, tornò a farsi conflittuale. Il nuovo sovrano, estraneo alle tradizioni locali, risultò inviso ai Parti stessi. Sconfitto e cacciato da Artabano II, fu costretto a rifugiarsi in Armenia. Qui i re imposti sul trono da Roma erano morti, e Vonone fu dunque scelto come nuovo sovrano; tuttavia, ben presto Artabano fece pressione su Roma perché Tiberio destituisse il nuovo re armeno, e l'imperatore, per evitare di dover intraprendere una nuova guerra contro i Parti, fece arrestare Vonone dal governatore romano di Siria.
A turbare la situazione orientale intervennero anche le morti del re della Cappadocia Archelao, che era venuto a Roma a rendere omaggio a Tiberio, di Antioco III re di Commagene, e di Filopatore, re di Cilicia: i tre stati, che erano "vassalli" di Roma, si trovavano in una situazione di instabilità politica, e si acuivano i contrasti tra il partito filoromano e i fautori dell'autonomia.
La difficile situazione orientale rendeva necessario un intervento romano, e Tiberio nel 18 inviò il figlio adottivo, Germanico, che fu nominato console e insignito dell'imperium proconsolaris maius su tutte le province orientali, accompagnato dal nuovo governatore di Siria, Gneo Calpurnio Pisone. Giunto in Oriente, Germanico, con il consenso dei Parti, incoronò ad Artaxata un nuovo sovrano d'Armenia: il regno, infatti, dopo la deposizione di Vonone era rimasto privo di una guida, e Germanico conferì la carica di re al giovane Zenone, figlio del sovrano "cliente" di Roma del Ponto Polemone I.
Stabilì, inoltre, che Commagene ricadesse sotto la giurisdizione di un pretore, pur mantenendo la propria formale autonomia, che la Cappadocia fosse istituita come provincia a sé stante, e che la Cilicia entrasse invece a far parte della provincia di Siria. Germanico, infine, rinnovò l'amicizia con i Parti.
La sistemazione dell'Oriente approntata da Germanico garantì la pace fino al 34: in quell'anno il re Artabano II di Partia, convinto che Tiberio, ormai vecchio, non avrebbe opposto resistenza da Capri, pose il figlio Arsace sul trono di Armenia dopo la morte di Artaxias. Ma Tiberio decise di inviare Tiridate, discendente della dinastia arsacide tenuto in ostaggio a Roma, a contendere il trono partico ad Artabano, e sostenne l'insediamento di Mitridate, fratello del re di Iberia, sul trono di Armenia. Mitridate, con l'aiuto del fratello Farasmane, riuscì ad impossessarsi del trono di Armenia, sconfiggendo gli stessi Parti di Orode, figlio di Artabano. Quest'ultimo temendo un nuovo massiccio intervento da parte dei Romani, rifiutò di inviare altre truppe contro Mitridate, e abbandonò le proprie pretese sul regno di Armenia. Tuttavia, poco tempo più tardi, quando Tiridate era sul trono da circa un anno, Artabano, radunato un grosso esercito, marciò contro di lui. L'arsacide inviato da Roma, impaurito, fu costretto a ritirarsi, e Tiberio dovette accettare che lo stato dei Parti continuasse ad essere governato da un sovrano ostile ai Romani.

#### Claudio (41-54)
| Claudio: Didracma                                             | Claudio: Didracma |
| ------------------------------------------------------------- | --- |
|                                                               | |
| TI CLAVD CAESAR AVG GERM P M TR P, testa laureata a sinistra. | Claudio che guida una quadriga frionfale verso destra, tiene le redini ed uno scettro; sotto la scritta DE BRITANNIS. |
| 21 mm, 7.48 g, coniato nel 43-48.                             | |

L'imperatore Caligola, in seguito alla morte del figlio di Giuba II, Tolomeo (nel 40) dispose che il regno "cliente" di Mauretania passasse sotto il controllo diretto di Roma. Al suo successore rimase il compito di pacificare l'area. Claudio, infatti nel 42, dopo aver domato una rivolta delle locali tribù berbere, creò due nuove province: della Mauretania Caesariensis (con capitale Iol-Caesarea, oggi Cherchell) e della Mauretania Tingitana (con capitale prima, probabilmente Volubilis e quindi Tingis, oggi Tangeri), sebbene alcuni principati indigeni conservassero ancora un'indipendenza di fatto nelle regioni interne montuose. Frattanto in Oriente alla Giudea fu data nuovamente l'indipendenza nel 41 da Caligola e poi tolta da Claudio nel 44.
Alla morte di Remetalce III il regno di Tracia, tornò a dividersi. Preoccupato dalla continua conflittualità, dopo che già in passato Tiberio era dovuto intervenire per sedare i continui disordini tra le popolazioni traciche (17-19), alleate e "clienti" di Roma almeno dai tempi di Augusto, Claudio decise di annettere la regione e istituì la nuova provincia di Tracia (46).
In seguito alla prima fase della conquista della Britannia, il popolo degli Iceni (a partire dal 47), ottenne la semi-indipendenza da Roma, sapendo quest'ultima che alla morte del loro re, Prasutago, questi territori sarebbero stati inglobati in quelli della vicina provincia romana. Ma il re, predispose diversamente le cose. Deliberò, infatti, che almeno una parte dei suoi domini rimanesse alle figlie e alla moglie Budicca, la quale guidò, poco dopo, una rivolta contro i Romani, soffocata nel sangue dalle legioni romane, al termine della quale i suoi territori finirono sotto il dominio romano.

#### Nerone (54-68)

Le campagne militari di Corbulone del 61-63 contro Armeni e Parti.

Sotto Nerone, tra il 58 e il 63, i Romani intrapresero una nuova campagna contro l'impero dei Parti, che avevano invaso ancora una volta l'Armenia. Dopo essersi ripresi il regno nel 60 e averlo di nuovo perduto nel 62, i Romani inviarono nel 63 Gneo Domizio Corbulo nei territori di Vologase I di Parthia, il quale riuscì a ricondurre allo status di cliente l'Armenia, che vi rimase fino al secolo seguente, quando Traiano intraprese una nuova serie di campagne militari contro i Parti (nel 114).
Contemporaneamente in Occidente, in Britannia, con la morte del re "cliente" degli Iceni, Prasutago, Roma aspirava ad inglobare il suo regno, ma il re, morendo, lasciò i suoi domini ai suoi familiari, nominando co-erede l'imperatore romano, Nerone. Era consuetudine di Roma concedere l'indipendenza ai regni alleati, solo finché fossero stati vivi i loro sovrani o i loro figli maschi. Così, quando Prasutago morì, il regno fu annesso dai Romani, come se fosse stato conquistato. La regina Budicca protestò con forza, ma i Romani la umiliarono esponendola nuda in pubblico, frustandola, mentre le giovani figlie furono stuprate. La reazione del popolo degli Iceni non si fece attendere, e nel 60 o 61, mentre il proconsole romano Gaio Svetonio Paolino stava conducendo una campagna contro i druidi dell'isola di Anglesey, Iceni e Trinovanti, si ribellarono sotto la guida di Budicca. Fu necessario un lungo anno di dura e sanguinosa lotta, prima di poter annettere definitivamente l'ex-regno di Prasutago.

#### Vespasiano (69-79)
Negli anni attorno al 72-74 riorganizzò la parte orientale dell'Impero romano, riducendo a province l'Acaia, la Licia, Rodi, Bisanzio e Samo, togliendo loro la libertà; fece lo stesso con la Cilicia Trachea e la Commagene (nel 72), che fino ad allora erano state governate da re.

#### Domiziano (81-96)
| Traiano: Denario                                                                                    | Traiano: Denario                                                              |
| --------------------------------------------------------------------------------------------------- | ----------------------------------------------------------------------------- |
| |                                                                               |
| IMP CAES Nerva TRAIAN AUG GERM, testa laureata a destra.                                            | PONT MAX TR P COS II, la Pace tiene in mano un ramo d'ulivo e una cornucopia. |
| 19 mm, 3.40 g, coniato nel 98 (al termine della terza ed ultima fase della guerra suebo-sarmatica). |                                                                               |

Le popolazioni "clienti" di Marcomanni e Quadi (alleati di Roma fin dall'epoca di Maroboduo e Tiberio, nel 6), non avendo inviato gli aiuti militari richiesti da Domiziano alle armate romane, per combattere la guerra contro i Daci di Decebalo, provocarono l'ira del sovrano, il quale scatenò una guerra durata quasi un decennio (dall'89 al 97), al termine della quale l'antica amicitia populi romani e sudditanza germanica a Roma fu rinnovata, come sembra testimoniare l'arco trionfale di Benevento.
La spedizione contro le popolazioni suebiche fu certamente un errore strategico, poiché Domiziano dovette abbandonare il fronte dacico, in una situazione assai favorevole dopo la recente vittoria ottenuta a Tapae su Decebalo (dell'88), ed accontentarsi di una pace poco favorevole a Roma, che costringeva l'Impero romano a rimandarne la conquista a data futura. Le armate romane furono, quindi, ritirare dalla Dacia e la stipulazione di un trattato di pace portò Decebalo a diventare "re cliente", pur se solo nominalmente, guadagnandosi la riconoscenza e l'aiuto romano con l'invio di esperti carpentieri, ingegneri e un sussidio annuale. Il fratello Degis, fu inviato a Roma a ricevere dalle mani dello stesso Domiziano la corona da regalare al re dei Daci in segno di alleanza e sottomissione.
Ma la guerra suebo-sarmatica potrebbe anche essere letta, considerando le scarse informazioni che abbiamo, come un attacco preventivo da parte dell'imperatore contro queste popolazioni, che si stavano preparando ad un'invasione dei territori della vicina e ricca provincia romana di Pannonia. Vi è da aggiungere che nel corso di queste guerre suebo-sarmatiche, nel tentativo di isolare le tribù nemiche a nord del limes danubiano, cercò anche alleanze nei vicini settentrionali dei Lugi e dei Semnoni.
(Svetonio, Vite dei Cesari, Domiziano, 5, 3)

#### Traiano (98-117)

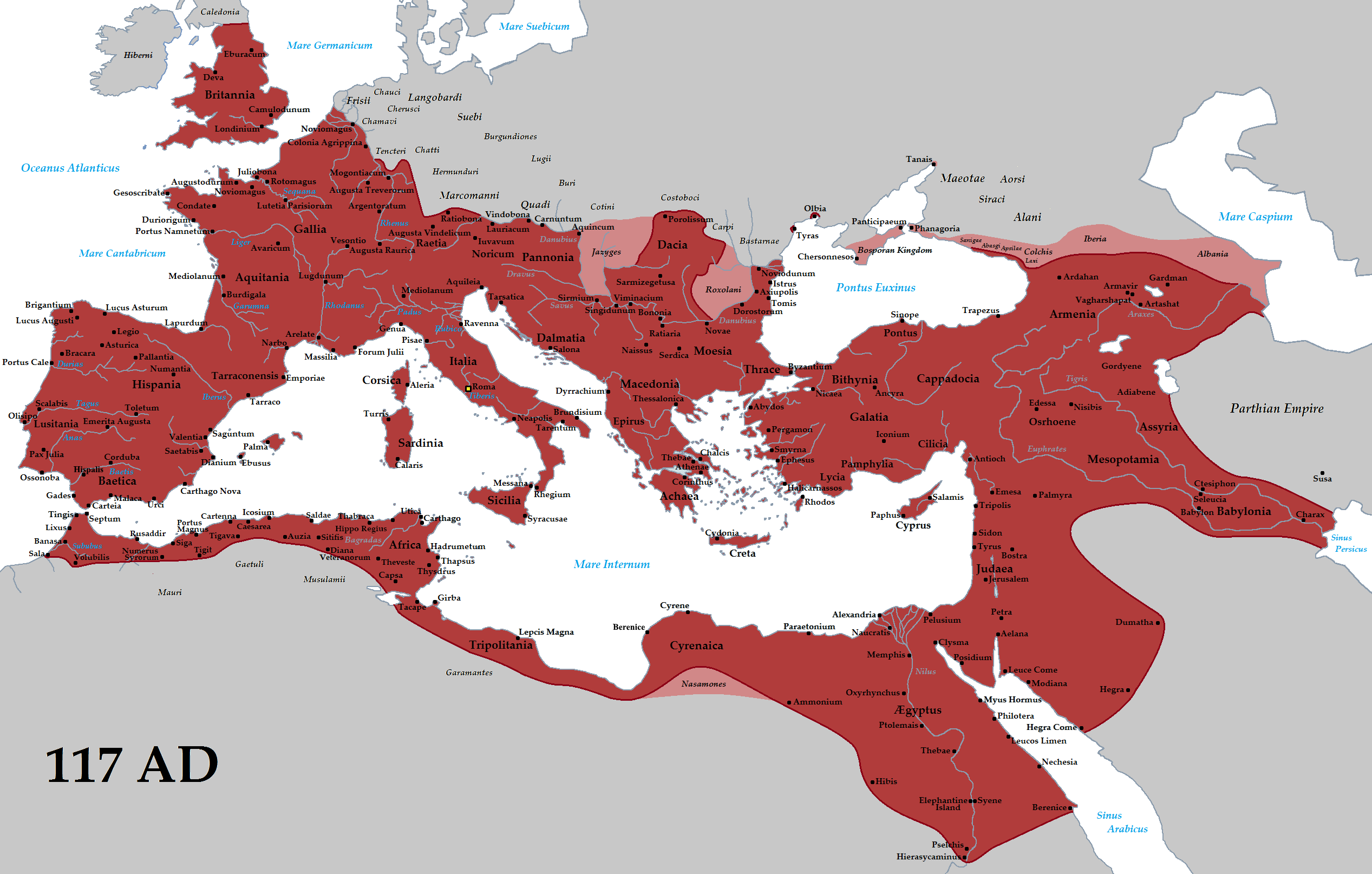
Regni "clienti" durante il principato di Traiano (nel 116), dove al di fuori dei confini imperiali (in rosso), sono indicati quelli "vassalli" di Roma (in rosa). Si trattava ad esempio dei regni dei sarmati Iazigi e Roxolani, ad occidente ed oriente della provincia romana della Dacia.

Nel corso della conquista della Dacia di Traiano degli anni 101-106, l'imperatore romano riuscì ad ottenere aiuti militari dall'antico alleato dei sarmati Iazigi (appena ricondotti all'obbedienza dopo un decennio di nuove guerre condotte contro di loro e gli alleati suebi) contro il re dei Daci, Decebalo, che aveva disatteso i patti di amicitia e di "clientela" verso Roma stipulati al tempo di Domiziano (nell'89). Quest'ultimo dopo due sanguinose guerre fu definitivamente sconfitto e la Dacia fu annessa e trasformata in provincia romana.
In quanto alleati dei Romani, i Nabatei svolsero anche il ruolo di baluardo tra Roma e le popolazioni beduine, poco inclini a piegarsi all'Impero, inoltrando tuttavia le loro mercanzie negli empori settentrionali e fornendo spesso loro beni che da quelle aree provenivano. Essi continuarono a prosperare fino a tutto il I secolo e gli inizi del II, quando Traiano ne incorporò i loro territori nel 105/106, abolendo la loro identità culturale e nazionale, nella nuova provincia romana dell'Arabia Petraea. La loro potenza si era ormai estesa ben dentro l'Arabia, lungo il Mar Rosso fino allo Yemen, e Petra rimase un emporio cosmopolita, malgrado i suoi commerci diminuissero con l'affermazione delle rotte orientali di commercio, da Myoshormus a Copto lungo il Nilo.
| Traiano: Æ sesterzio                                                                        | Traiano: Æ sesterzio |
| ------------------------------------------------------------------------------------------- | --- |
|                                                                                             | |
| IMP CAES NER TRAIAN OPTIMAVG GER DAC PARTHICO P M TR P COS VI P P, testa laureata a destra. | REGNA ADSIGNATA, S C in esergo; Traiano, in uniforme militare, seduto su una sedia curule, tende la mano a tre re barbari, il primo dei quali tende a sua volta la mano a Traiano; due ufficiali militari alle spalle dell'imperatore, uno tiene una bacchetta ed uno scettro. |
| 27.01 gr, coniato nel 116.                                                                  | |

Pochi anni più tardi fu la volta del regno d'Armenia ("cliente" di Roma o della Parthia a fasi alterne), ad essere inglobato e trasformato in provincia romana nel 114. Sappiamo infatti che Traiano, raggiunta Antiochia nel gennaio di quest'anno, radunò le legioni ed i suoi migliori generali, tra cui Lusio Quieto e Quinto Marcio Turbone (allora praefectus classis Misenis), marciò sull'Armenia e ne conquistò la sua capitale Artaxata. Deposto il suo re, un certo Partamasiri, annesse i suoi territori all'Impero romano. Le sue armate proseguirono da settentrione fino in Media ad est, ed in Mesopotamia settentrionale l'anno successivo.
Nel 116 Traiano, conscio delle difficoltà crescenti della conquista, pensò di dover rinunciare ai territori meridionali della Mesopotamia, facendone però un suo regno "cliente", ma mettendovi sul trono un re a lui fedele: il giovane Partamaspate, incoronato dallo stesso imperatore romano a Ctesifonte. Distribuì infine anche ad altri regnanti territori a nord ed est della nuova provincia d'Armenia.

#### Adriano (117-138)
Adriano, appena insediatosi sul trono, fu costretto a combattere una nuova guerra sarmatica negli anni 117-119, prima contro i Roxolani della Moldavia e della Valacchia, e poi contro gli Iazigi della valle del fiume Tisza (a cui seguì l'abbandono romano del Banato occidentale). Al termine di queste guerre entrambe le popolazioni entrarono nel novero delle popolazioni "clienti" di Roma.
Le popolazioni suebe di Quadi e Marcomanni, tornate all'antica alleanza romana dal 97 (dai tempi dell'ultima fase della guerra suebo sarmatica di Domiziano), si risvegliarono attorno al 135, tanto da costringere l'imperatore Adriano ad inviare lungo il fronte pannonico il suo erede designato, Elio Cesare, per combatterle nel corso di due campagne (degli anni 136-137), nelle quali sappiamo dalla Historia Augusta che ottenne buoni successi contro le stesse, come dimostrerebbe anche la monetazione di quel periodo, costringendole a tornare all'antico stato di popolazioni "clienti".

#### Antonino Pio (138-161)
| Antonino Pio: sesterzio                                       | Antonino Pio: sesterzio |
| ------------------------------------------------------------- | --- |
|                                                               | |
| ANTONINUS AVG PI US P P TR P COS III, testa laureata a destra | REX ARMENIIS DATVS, Antonino Pio che in piedi sulla destra tiene una corona sulla testa del re d'Armenia (sulla sinistra). |
| 30 mm, 26,62 g, coniato nel 141/143.                          | |

Vale la pena citare un passo della Historia Augusta per capire quali rapporti avesse Antonino Pio con i numerosi regni "clienti" del periodo
(Historia Augusta, Vita di Antonino Pio, IX.)
Pose infine sul trono del vicino popolo "cliente" dei Quadi, a nord della Pannonia superiore ed inferiore un nuovo re filo-romano, dopo una nuova serie di campagne militari condotte da un certo Tito Aterio Nepote, il quale ottenne gli ornamenta triumphalia per questi nuovi successi, tanto che attorno al 142, fu emessa una nuova moneta che celebrava "Rex Quadi datus".

#### Marco Aurelio (161-180)

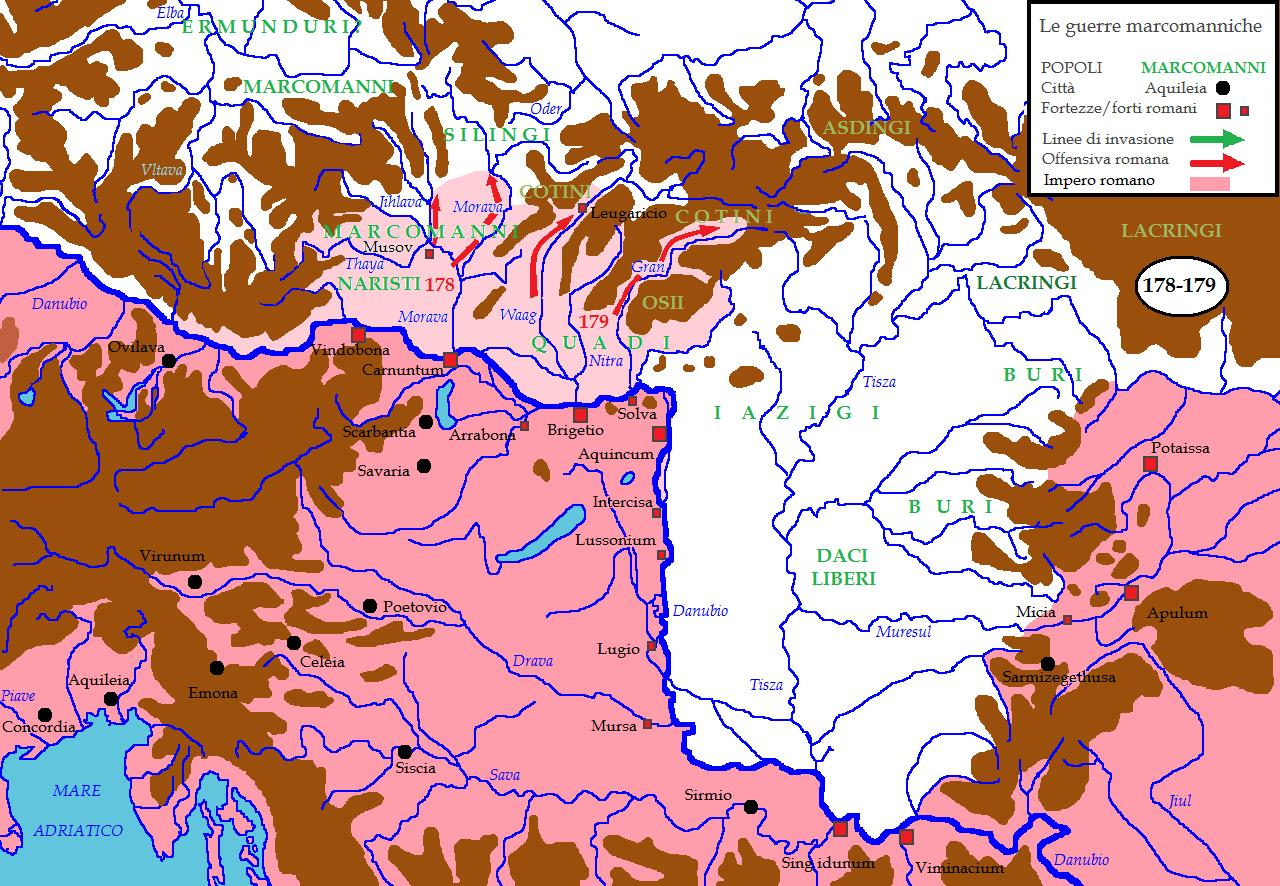
I territori di Marcomannia e Sarmatia durante il periodo delle guerre degli anni 170-180.

Tra il 162 ed il 166, Lucio Vero fu così costretto dal fratello, Marco Aurelio, a condurre una nuova campagna in Oriente contro i Parti, che l'anno precedente avevano attaccato i territori romani di Cappadocia e Siria ed avevano occupato il regno "cliente" d'Armenia. Il nuovo imperatore lasciò che fossero i suoi stessi generali ad occuparsene, tra cui lo stesso Avidio Cassio. Le armate romane, come cinquant'anni prima quelle di Traiano, riuscirono anche questa volta ad occupare i territori armeni e della Mesopotamia, fino alla capitale dei Parti, Ctesifonte. La peste scoppiata durante l'ultimo anno di campagna, nel 166, costrinse però i Romani a ritirarsi dai territori appena conquistati (forse non dall'Armenia e Mesopotamia settentrionale), portando questa terribile malattia all'interno dei suoi stessi confini, e flagellandone la sua popolazione per oltre un ventennio.
Nel 166/167, avvenne il primo scontro lungo le frontiere della Pannonia, ad opera di poche bande di predoni longobardi e osii, che, grazie al pronto intervento delle truppe di confine, furono prontamente respinte. La pace stipulata con le limitrofe popolazioni germaniche a nord del Danubio fu gestita direttamente dagli stessi imperatori, Marco Aurelio e Lucio Vero, ormai diffidenti nei confronti dei barbari aggressori e recatisi per questi motivi fino nella lontana Carnuntum (nel 168). La morte prematura del fratello Lucio (nel 169 poco distante da Aquileia), ed il venir meno ai patti da parte dei barbari (molti dei quali erano stati "clienti" fin dall'epoca di Tiberio), portò una massa mai vista prima d'allora, a riversarsi in modo devastante nell'Italia settentrionale fin sotto le mura di Aquileia, il cuore della Venetia. Enorme fu l'impressione provocata: era dai tempi di Mario che una popolazione barbarica non assediava dei centri del nord Italia.
Si racconta che Marco Aurelio combatté una lunga ed estenuante guerra contro le popolazioni barbariche, prima respingendole e "ripulendo" i territori della Gallia cisalpina, Norico e Rezia (170-171), poi contrattaccando con una massiccia offensiva in territorio germanico, che richiese diversi anni di scontri, fino al 175. La Historia Augusta racconta che Marco Aurelio avrebbe desiderato fare dei territori degli ex-popoli "clienti" di Quadi e Marcomanni la provincia di Marcomannia e degli Iazigi, quella di Sarmatia, e ci sarebbe riuscito se Avidio Cassio non si fosse ribellato.
Questi avvenimenti costrinsero lo stesso imperatore a risiedere per numerosi anni lungo il fronte pannonico, senza mai far ritorno a Roma. La tregua apparentemente sottoscritta con queste popolazioni, in particolare Marcomanni, Quadi e Iazigi, durò però solo un paio d'anni. Alla fine del 178 l'imperatore Marco Aurelio fu costretto a fare ritorno nel castrum di Brigetio da dove, nella successiva primavera del 179, fu condotta l'ultima campagna. La morte dell'imperatore romano nel 180 pose presto fine ai piani espansionistici romani e determinò l'abbandono dei territori occupati della Marcomannia e la stipula di nuovi trattati con le popolazioni "clienti" a nord-est del medio Danubio.

#### Anarchia militare (235-286)
Durante il periodo dell'anarchia militare, il regno "cliente" di Hatra, alleato dei Romani, cadde sotto i colpi delle armate sasanidi di Ardashir I. La sua caduta diede inizio a una nuova invasione sasanide che portò all'occupazione di buona parte della Mesopotamia romana (comprese le fortezze legionarie di Resaina e Singara, oltre al forte ausiliario di Zagurae, l'odierna Ain Sinu), arrivando forse anche ad assediare ed occupare la stessa Antiochia di Siria, come sembra suggerire il fatto che la sua zecca smise di battere moneta per gli anni 240 e 241.
Gordiano III durante la campagna militare condotta personalmente contro Sapore I, si pose alla testa di un esercito reclutato "nell'intero impero romano e fra i popoli dei Goti e dei Germani", si deduce da un'iscrizione rinvenuta a Naqs-i-Rustam che commemora la vittoria contro i romani. Gordiano aveva fatto ricorso quindi a un cospicuo numero di gentiles (volontari mercenari o foederati) goti e germani del limes danubiano. Filippo l'Arabo, invece, licenziò molti di questi mercenari, preferendo pagare 500 000 denari ai Sasanidi, piuttosto che continuare la campagna contro gli stessi, e generando tra i federati un diffuso malcontento per la sospensione del pagamento abituale del tributo.